# Cato Loman
Catharina Maria (Cato/Cateau/To) Loman (Amsterdam, 4 mei 1866 – aldaar,  5 november 1951) was een Nederlandse alt.
Ze was dochter van theoloog/musicus Abraham Dirk Loman en Ida Augusta Kerkhoven. Broers Abraham Dirk jr. en Rudolf Loman zaten eveneens in de muziek. Ze bleef ongehuwd.
Ze zat in het a capellakoor geleid door musici als Daniël de Lange en Anton Averkamp. Ze kreeg haar opleiding van Johan Messchaert en maakte met hem, Aaltje Noordewier-Reddingius en Johan Rogmans deel uit van het Amsterdams Vocaal Kwartet. Messchaert had ook als leerling Alphons Diepenbrock, die prompt zijn Écoutez la chanson bien douce op tekst van Paul Verlaine (RC82) aan haar opdroeg (A mademoiselle C. Loman). 
Ze bewoog zich ook in kringen rondom Herman Gorter (met wiens zus Nina ze bevriend was) en Anton Pannekoek en diens vrouw Johanna Maria Pannekoek-Nassau Noordewier.
In totaal zong ze tussen 1892 en 1904 vijf keer met het Concertgebouworkest waarvan tweemaal in het Te Deum van Diepenbrock geleid door Anton H. Tierie en Willem Mengelberg. Haar muzikale leven als zangeres en zangpedagoge kwam stil te liggen toen ze op middelbare leeftijd blind werd (haar vader was de laatste jaren van zijn leven ook blind).